# پیز بووال
پیز بووال (به لاتین: Piz Boval) یک کوه در سوئیس است که در کانتون گراوبوندن واقع شده‌است. پیز بووال ۳٬۳۵۳ متر بالاتر از سطح دریا واقع شده‌است.